# De GVR (1989)
De GVR (oorspronkelijke titel: The BFG) is een Britse fantasy-animatiefilm uit 1989. De film is gebaseerd op het gelijknamige boek van Roald Dahl dat zeven jaar eerder was uitgebracht. 
De film werd voor het eerst getoond op eerste kerstdag op 25 december 1989 op ITV in het Verenigd Koninkrijk.

## Verhaal
Sofie, een meisje dat woont in een weeshuis ergens in Londen, kan op een avond niet slapen door de maneschijn. Ze gelooft dat het spookuur is en kijkt stiekem naar buiten. Net als ze het raam weer wil sluiten, ziet ze verderop in de straat ineens een reus staan. Hij draagt een lange zwarte mantel. Ook heeft hij een koffer en een reusachtige trompet bij zich. De reus ontvoert Sofie, omdat zij hem nu heeft gezien; niemand uit de gewone mensenwereld mag iets van zijn bestaan weten.
De reus neemt Sofie met een ongelofelijke snelheid mee naar zijn grot in Reuzenland. Sofie heeft echter het geluk dat net deze ene reus de GVR blijkt te zijn: de Grote Vriendelijke Reus. Hij spreekt een nogal vreemdklinkend taaltje. Hij heeft zichzelf leren praten uit slechts één boek, Oliver Twist, dat hij meer dan zeventig jaar geleden eens "leende" uit iemands kinderkamer.
De GVR vangt zowel mooie dromen als nachtmerries in Dromenland. Hij bewaart alle gevangen dromen in glazen potten, waarvan hij in zijn eigen grot intussen een enorme verzameling heeft. Elke nacht blaast hij met zijn trompet de mooie dromen weer in de slaapkamers van willekeurig uitgezochte kinderen. De nachtmerries daarentegen blaast hij meestal in zijn grot op. 
Hij eet alleen maar snoskommers, de enige groente die er is in Reuzenland. Snoskommers hebben een erg vieze smaak, maar de GVR wil geen eten stelen van mensen en al zeker geen mensen of dieren opeten. Hij vertelt Sofie ook over de andere negen reuzen die in Reuzenland; dit zijn wèl echte menseneters. Ze spreken hetzelfde warrige dyslectische taaltje als de GVR en zijn allemaal minstens twee keer zo groot als hij. Elke nacht trekken ze eropuit om slapende "mensbaksels" op te peuzelen, vooral kinderen. Omdat de GVR niet zo groot en gemeen is als de andere reuzen wordt hij nogal gepest. De GVR is er echter van overtuigd dat de reuzen elkaar nooit zullen doden. Juist op dat moment hoort een van de andere reuzen, de Bloedbottelaar, de GVR tegen iemand praten. De Bloedbottelaar gaat de grot binnen en vindt Sofie bijna, maar de GVR weet hem ertoe te bewegen om een hap van de snoskommer te nemen. De Bloedbottelaar is zo afgeleid door de vieze smaak dat hij de grot weer uitrent.
Die nacht gaat Sofie met de GVR mee, zodat ze zelf kan zien hoe hij de dromen bij de kinderen inblaast. Als de GVR net een slapende jongen een droom heeft bezorgd, blijkt dat een van de andere reuzen ook in de buurt is. Hij gaat naar de slaapkamer van de jongen. De GVR vlucht met Sofie, die hierna erg kwaad op hem is omdat hij niet heeft geprobeerd om de jongen te redden. Sofie wil nu iedereen gaan waarschuwen, met name de koningin van Engeland. De GVR denkt echter dat toch niemand haar zou geloven. Bovendien zou ze dan teruggebracht worden naar het weeshuis en de GVR is bang dat hij zelf in de dierentuin zal worden opgesloten.
Sofie bedenkt een eigen plan: ze moeten de koningin een droom inblazen, samengesteld uit de talloze dromen die de GVR verzameld heeft. De droom gaat over alle gruwelijke daden van de reuzen, het bestaan van de GVR die kan uitleggen waar de reuzen zich bevinden, en over het bestaan van Sofie die kan vertellen waar de GVR verstopt is. Die nacht gaan ze naar Buckingham Palace, waar de reus de droom bij de koningin inblaast. Sofie verbergt zich achter de gordijnen in de koninklijke slaapkamer. De koningin en haar kamermeisje zijn verrast als ze de volgende ochtend Sofie in de kamer aantreffen. Op de voorpagina van de ochtendkrant staat dan juist dat er die nacht meerdere kinderen uit Londen zijn verdwenen, terwijl hun botten voor slaapkamerramen zijn gevonden. Dit strookt precies met wat er gebeurde in de voorspellende droom van de koningin. Aangezien de koningin ook over het meisje gedroomd heeft dat ze in haar slaapkamer aantreft terwijl bovendien even later de GVR in de paleistuin opduikt, snapt ze nu dat alles wat ze in haar droom zag tevens de werkelijkheid is. 
De koningin ontvangt de GVR en Sofie in haar paleis en zorgt dat ze een goed ontbijt krijgen. Dan schakelt ze het leger en de luchtmacht in, die door de GVR rechtstreeks naar Reuzenland worden geleid. Terwijl de negen reuzen hun middagdutje doen, worden acht van hen overmeesterd en vastgebonden. Alleen de Vleeslapeter weet te ontkomen, en het leger blijkt niet tegen hem opgewassen. De Vleeslapeter begrijpt dat de GVR het bestaan van Reuzenland en de reuzen aan de mensenwereld heeft verraden. Uit wraak wil hij de GVR nu doden; hij beschouwt de GVR niet meer als soortgenoot, maar als een van de mensen. Sofie leidt de Vleeslapeter echter af, en hij achtervolgt haar tot in de grot van de GVR. De GVR redt net op tijd alles, door de Vleeslapeter een overgebleven nachtmerrie over Jaap en de bonenstaak in te blazen. Hierdoor raakt de reus compleet afgeleid. 
De reuzen worden in een kuil gedumpt en krijgen voortaan alleen nog snoskommers te eten. Juffrouw Klonkers, de eigenaresse van Sofies weeshuis dat nu is gesloten, moet voor straf omdat ze de wezen zo slecht heeft behandeld de reuzen elke dag voeren. Sofie en de GVR worden door de wereld als helden onthaald.

## Rolverdeling
| Acteur           | Personage                            | Nederlandse stem     |
| ---------------- | ------------------------------------ | -------------------- |
| Amanda Root      | Sophie                               | Annelies Balhan      |
| Myfanwy Talog    | Mevrouw Clonkers                     | Leontien Ceulemans   |
| David Jason      | De GVR                               | Arnold Gelderman     |
| Don Henderson    | De Bloedbottelaar                    | Rudi Falkenhagen     |
| Don Henderson    | De Vleeslapeter                      | Jan Anne Drenth      |
| Mollie Sugden    | Mary het kamermeisje van de Koningin | Leontien Ceulemans   |
| Angela Thorne    | De koningin van Engeland             | Corry van der Linden |
| Frank Thornton   | Meneer Tibbs, de paleis-butler       | Jan Anne Drenth      |
| Michael Knowles  | Hoofd van de Luchtmacht              | Jan Anne Drenth      |
| Ballard Berkeley | Hoofd van het leger                  | Rudi Falkenhagen     |
| Don Henderson    | Sergeant                             | Arnold Gelderman     |

## Achtergronden
De filmplot volgt in grote lijnen het boek, maar met name het einde wijkt nogal af:
- De GVR blijft in Reuzenland wonen om met Sofie als assistent door te gaan met het uitdelen van dromen, terwijl hij in Dahls oorspronkelijke boek met Sofie naar het Verenigd Koninkrijk verhuist.
- Ook andere scènes uit het boek zijn bij de verfilming aangepast, weggelaten of juist toegevoegd. Zo komt de scène aan het eind waarin de Vleeslapeter Sofie in de GVR's grot achtervolgt in het boek niet voor; daar leidt Sofie de Vleeslapeter op een andere manier af. Ook juffrouw Klonkers verschijnt aan het eind van het boek niet opnieuw in beeld. De scène waarin de GVR bij een van de reuzen de nachtmerrie over Jacob en de bonenstaak inblaast komt ook in het boek voor, maar daar al eerder in het verhaal. Nieuw toegevoegd aan de film is verder nog de scène waarin de GVR, terwijl hij Sofie bij zich heeft, een slapende jongen een droom inblaast, waarna het volgende moment een van de andere reuzen ter plekke is en vermoedelijk deze jongen opeet.[1]
- In het boek leest Sofie een aantal dromen voor van de door de GVR gemaakte samenvattingen, die hij als etiketten op de potten plakt.
- De film werd speciaal opgedragen aan George Jackson, die enkele jaren eerder was overleden.
- De film bevat enkele liedjes. Bekend zijn Flitspopper (Whizzpopper) en Heimelijk in je droom (Sometimes). Dit laatste lied wordt gezongen door Sofie als ze samen met de GVR op dromenjacht is.

## Productie
Cosgrove begon reeds in 1984 met de eerste voorbereidingen. Roald Dahl zou zelf ook vrij positief zijn geweest over  de film, iets wat voor hem tamelijk uitzonderlijk was; in veel gevallen was Dahl juist erg kritisch over de verfilmingen van zijn verhalen.
Het kostte in totaal drie jaar om de film te maken. Er werden zo'n 750.000 plaatjes met de hand gemaakt. Het tekenen gebeurde onder de regie van John Geering.

## Muziek
De originele filmmuziek werd gecomponeerd door Keith Hopwood & Malcolm Rowe. Er werd ook een soundtrackalbum uitgebracht van de tekenfilm. Later is de muziek ook te beluisteren op Spotify & Deezer. De muziek is ook te downloaden via iTunes.

### Nummers
| Nr. | Titel                            | Artiest(en)                  | Duur |
| --- | -------------------------------- | ---------------------------- | ---- |
| 1   | The Vortex & Arrival             | Keith Hopwood & Malcolm Rowe | 1:20 |
| 2   | The Owl's Flight                 | Keith Hopwood & Malcolm Rowe | 1:31 |
| 3   | Giant in the Street              | Keith Hopwood & Malcolm Rowe | 1:46 |
| 4   | The Getaway                      | Keith Hopwood & Malcolm Rowe | 1:29 |
| 5   | Journey Though Giantland         | Keith Hopwood & Malcolm Rowe | 1:40 |
| 6   | You Snitched Me                  | Keith Hopwood & Malcolm Rowe | 1:38 |
| 7   | Bloodbottler in the Cave         | Keith Hopwood & Malcolm Rowe | 1:59 |
| 8   | Sophie's Bath                    | Keith Hopwood & Malcolm Rowe | 1:35 |
| 9   | Whizzpopping!                    | David Jason                  | 2:39 |
| 10  | Dusk to Dawn                     | Keith Hopwood & Malcolm Rowe | 0:50 |
| 11  | Dream Country                    | Keith Hopwood & Malcolm Rowe | 3:26 |
| 12  | Sometimes Secretly               | Sharon Campbell              | 1:23 |
| 13  | Insects! Part 1                  | Keith Hopwood & Malcolm Rowe | 0:42 |
| 14  | Insects! Part 2                  | Keith Hopwood & Malcolm Rowe | 1:11 |
| 15  | The Dream Cave                   | Keith Hopwood & Malcolm Rowe | 1:37 |
| 16  | The Fishing Village              | Keith Hopwood & Malcolm Rowe | 1:52 |
| 17  | The Boy's Dream                  | Keith Hopwood & Malcolm Rowe | 1:12 |
| 18  | Flight to Buckingham Palace      | Keith Hopwood & Malcolm Rowe | 0:57 |
| 19  | The Queen's Dream                | Keith Hopwood & Malcolm Rowe | 1:11 |
| 20  | The Is the BFG                   | Keith Hopwood & Malcolm Rowe | 0:31 |
| 21  | Helicopter Flight to Vortex      | Keith Hopwood & Malcolm Rowe | 2:01 |
| 22  | Vortex to Landing                | Keith Hopwood & Malcolm Rowe | 0:57 |
| 23  | Giant Round Up                   | Keith Hopwood & Malcolm Rowe | 1:40 |
| 24  | Giant Awake                      | Keith Hopwood & Malcolm Rowe | 2:01 |
| 25  | Still Loose                      | Keith Hopwood & Malcolm Rowe | 0:47 |
| 26  | Fleshlumpeater 1                 | Keith Hopwood & Malcolm Rowe | 1:14 |
| 27  | Fleshlumpeater 2                 | Keith Hopwood & Malcolm Rowe | 2:52 |
| 28  | Return of the Choppers           | Keith Hopwood & Malcolm Rowe | 1:51 |
| 29  | The End                          | Keith Hopwood & Malcolm Rowe | 2:46 |
| 30  | Two Worlds                       | Paul Young & Sharon Campbell | 3:37 |
| 31  | Mirror Mirror (Sophies’s Theme)  | Sharon Campbell              | 3:46 |
| 32  | Sometimes Secretly (Full Length) | Sharon Campbell              | 3:01 |

## Andere verfilmingen
- In april 2014 werd bekend dat Steven Spielberg een eigen verfilming van het boek ging maken, waarin ook liveaction verwerkt was. Deze film verscheen twee jaar later in de bioscopen.

## Varia
- Voor fans op Reddit gaf deze film aanleiding voor een geheel nieuwe theorie omtrent de eigenlijke rol van de GVR in het verhaal (die niet valt op te maken uit het oorspronkelijke verhaal van Dahl); hij zou doelbewust zijn dromen inblazen bij die kinderen van wie hij weet dat ze op het punt staan om door een van de andere reuzen te worden verslonden, om hun zo nog een mooi laatste moment te bezorgen. Door Sofie uit het weeshuis te ontvoeren zou hij bovendien hebben voorkomen dat zij een van de volgende slachtoffers was geworden.[4]